# Teponaztli

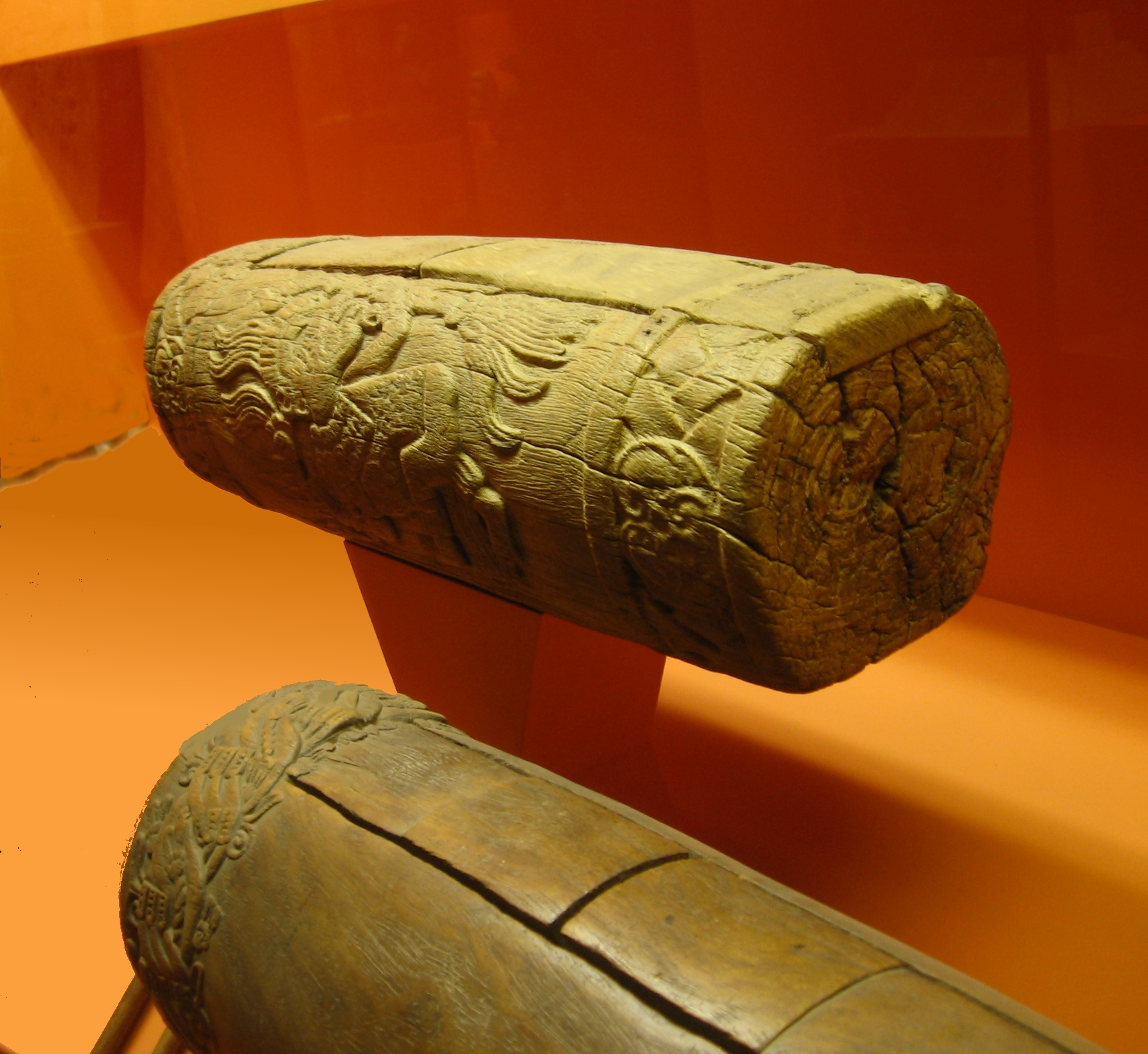

Teponaztli – bębenek dwutonowy wykonany z wydrążonego pnia drewna liściastego z wydrążony otworem w dolnej części, w górnej zaś z dwiema szczelinami z membranami.
Ścianki bębna ozdabiały płaskorzeźby różnych bóstw lub wyrzeźbione w kształt stworzeń, np. puchacza wirginijskiego tecolotl. Był on symbolem Azteków, którzy uważali sowy za przybyszów zza światów.